# Aspalathus incurvifolia
Aspalathus incurvifolia är en ärtväxtart som beskrevs av Wilhelm Gerhard Walpers. Aspalathus incurvifolia ingår i släktet Aspalathus och familjen ärtväxter. Inga underarter finns listade i Catalogue of Life.